# Rancho (militar)
No meio militar, o rancho é conhecido informalmente como o refeitório. Ou seja, o local de alimentação dos militares. 
Em geral os refeitórios são divididos de acordo com os níveis hierárquicos dos militares, existindo o refeitório dos oficiais, o dos praças, ou outros. Quando não há duas edificações diferentes, divide-se o espaço interno do mesmo prédio para separar os oficiais dos outros.